# Zirkone des Hadaikums
Die Zirkone des Hadaikums (Englisch Hadean zircons) sind die ältesten bekannten Minerale des Planeten Erde. Sie können bis auf 4404 ± 8 Millionen Jahre in die Anfangsphase des Hadaikums zurückverfolgt werden. Die Bedeutung von Zirkonen liegt in der Tatsache begründet, dass sie gegenüber chemischen Veränderungen enorm resistent sind und außerdem als kleine Körner oder Kristalle in den meisten magmatischen und metamorphen Gesteinen vorkommen, aber auch detritisch in Sedimentgesteinen. Sie werden daher bevorzugt bei der radiometrischen Altersbestimmung verwendet.

## Etymologie

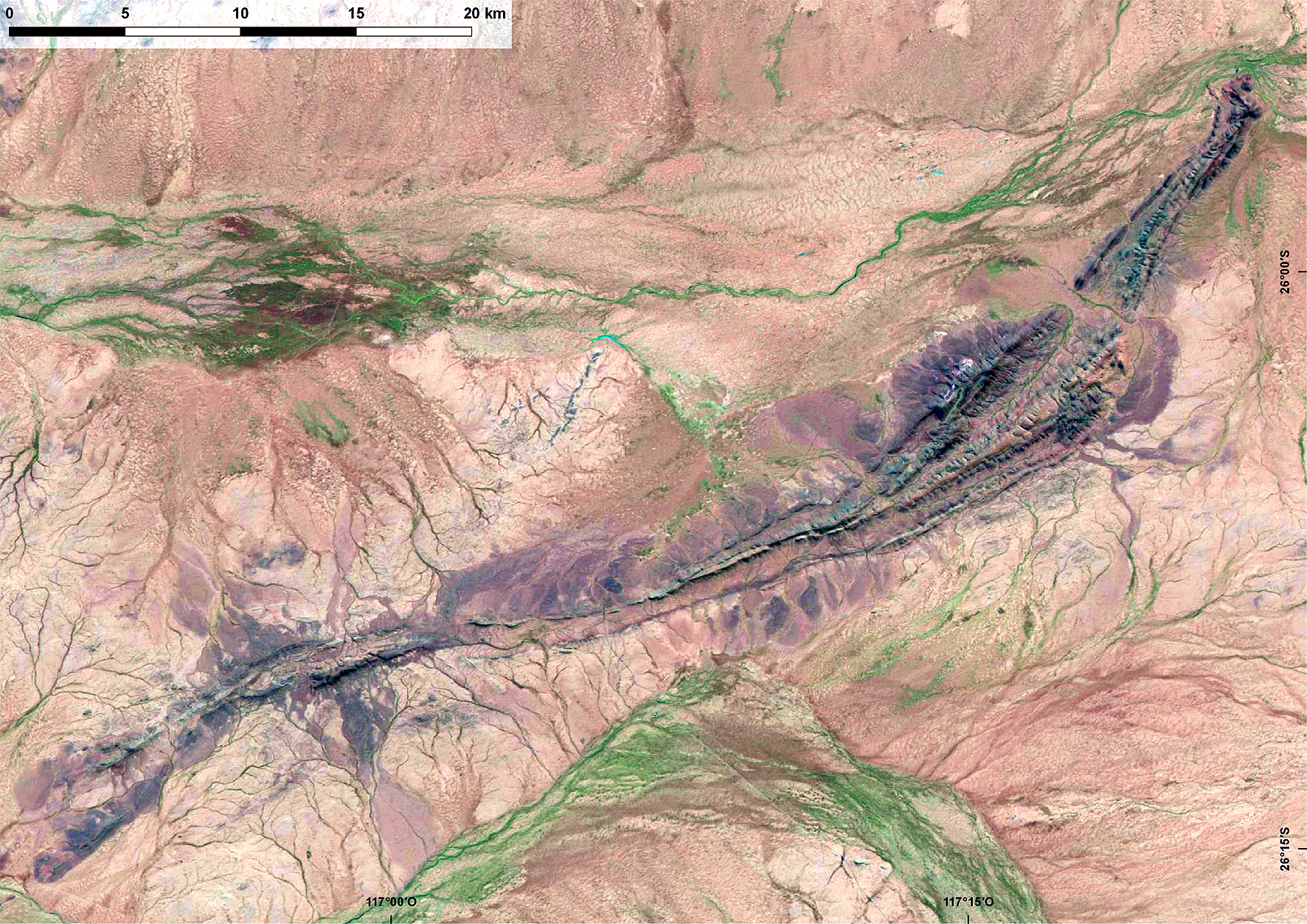
Satellitenaufnahme (Landsat 5) der Jack Hills in Westaustralien – Fundort der bisher ältesten bekannten Zirkone

Der Name Zirkon stammt aus dem Arabischen, das jedoch seinerseits dieses Wort aus dem Mittelpersischen entlehnt hat. Das arabische männliche Substantiv lautet zarqūn (زَرْقُون) mit der Bedeutung „Rotbleierz, Minium, Zirkon“ und allgemein „roter Edelstein“, die persische Bezeichnung ist زرگون zargun für „goldfarben“.
Das Äon Hadaikum ist nach Hades (altgriechisch ᾍδης oder Ἅιδης, dorisch Ἀΐδας), dem griechischen Gott der Unterwelt, benannt.

## Geschichtliches
Die ältesten und daher auch am besten bekannten Zirkone stammen vom Mount Narryer und von den Jack Hills im Yilgarn-Kraton in Westaustralien. Sie wurden erstmals im Jahr 1983 von Daniela Froude und Kollegen (Mount Narryer) und 1986 von William Compston und R. T. Pidgeon (Jack Hills) beschrieben.

## Einführung
Da die bisher ältesten (und auch definitiv datierten) Gesteinsproben nicht älter als 4031 ± 3 Millionen Jahre sind (und daher das Ende des Hadaikums definieren), muss unser Verständnis für die Erde des Hadaikums hochgradig spekulativ bleiben. Auch wenn wir durchaus vermuten dürfen, dass die Erde während des Hadaikums intensiv von Meteoriten impaktiert wurde und dass auch der radioaktiv bedingte Wärmefluss dreimal höher lag als heute, so blieb die gemittelte geochemische Zusammensetzung der Erde dennoch in etwa die gleiche. Was wir mit Sicherheit wissen ist, dass das Mineral Zirkon (ZrSiO4) sich bilden konnte und auch erhalten blieb.

## Zirkone und ihre Bedeutung
Wegen ihrer Beständigkeit gegenüber Verwitterungsprozessen, ihrer geringen Löslichkeit, ihrer Schockresistenz, ihrer geringen Diffusivität und ihrer Anreicherung an Uran und Thorium im Vergleich zum Tochterelement Blei werden Zirkone schon seit langer Zeit als vorrangige Geochronometer angesehen. Neuerdings sind aber auch die Spurenelement- und die Isotopenzusammensetzung ins Licht des Interesses gerückt und werden jetzt als wertvolle Indikatoren für die bei der Kristallisation herrschenden Umweltparameter angesehen. Selbst wenn Zirkone aus ihrem ursprünglichen Gesteinsverband herausgetrennt wurden – wie sie beispielsweise jetzt als detritische Körner in klastischen Gesteinen vorliegen – können Spurenelement- und Isotopensignaturen immer noch bedeutungsvolle Informationen über die Bedingungen ihrer Protolithen liefern – sofern die Körner nicht sekundär beeinträchtigt wurden.

## Typologie

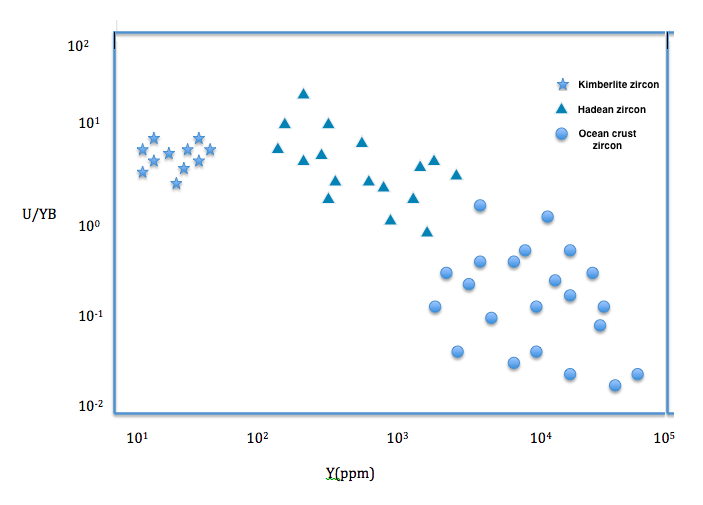
Clusterbildung in der Zirkontypologie. Oben links Zirkone aus Kimberliten, oben mittig detritische Zirkone des Hadaikums und unten rechts Zirkone der ozeanischen Kruste. Aufgetragen ist das Verhältnis U/Yb gegenüber Y.

In Zirkonen können aufgrund unterschiedlicher Konzentrationen an Uran und Seltenen Erden vier folgende Clusterbildungen (Anhäufungen) beobachtet werden:
- extraterrestrische Zirkone in Mondgesteinen und in Meteoritenmaterial
- detritische Zirkonkörner
- in Kimberliten gefundene Erdmantelzirkone und
- aus ozeanischer Kruste hervorgegangene Zirkone.

Die beiden Hauptcharakteristiken zur Abtrennung von Mantelzirkonen und aus ozeanischer Kruste entstandenen Zirkonen von extraterrestrischen Zirkonen sind ihre relativ tiefen Kristallisationstemperaturen und ihre Spurenelementgehalte. Zirkone des Mondes und von Meteoriten nehmen aufgrund ihrer Seltenen-Erd-Konzentration und ihrer fehlenden Ceranomalie eine besondere Position ein. Die Kristallisationstemperaturen schwanken bei extraterrestrischen Proben wie des Mondes zwischen 900 und 1100 °C. Im Gegensatz hierzu bleiben terrestrische Zirkone auf 600 bis 780 °C beschränkt. Zirkone des Hadaikums aus den Jack Hills haben im Vergleich zu den meteoritischen Zirkonen eine weitaus größere Bandbreite an Sauerstoffgehalten. An keinen der irdischen Fundorte wurden jemals extraterrestrische Zirkone entdeckt. Gefügemerkmale wie Wachstumszonierung und Inklusionsmineralogie deuten darauf hin, dass die mehr als 4000 Millionen Jahre alten Zirkone der Jack Hills alle Magmatiten entstammen.

## Eigenschaften

### Altersverteilung

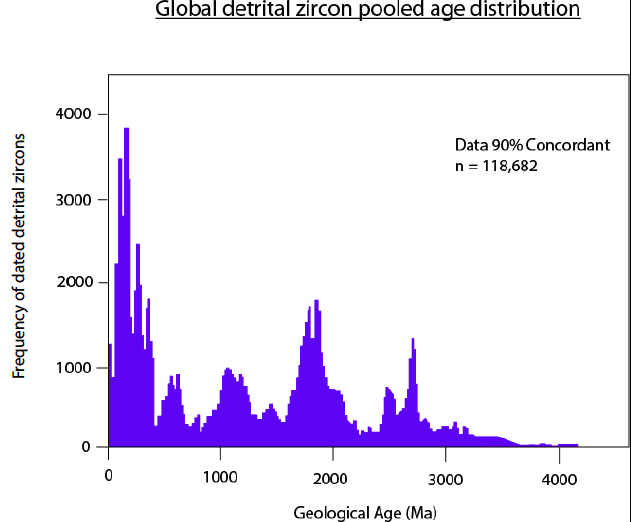
Altersverteilung (Histogramm) der mittels der Uran-Blei-Methode datierten Zirkone in den Jack Hills (individuelle ^{207}Pb/^{206}Pb-Alter). Zu erkennen, dass nur ein sehr geringer Prozentsatz der mehr als 100.000 datierten Zirkone über 4000 Millionen Jahre hinausreicht. Vorhanden sind 3 Peaks – im Phanerozoikum um 200 Millionen Jahre, um 1800 Millionen Jahre und um 2700 Millionen Jahre im Neoarchaikum. Drei untergeordnete Peaks liegen bei 600 Millionen Jahren, bei 1100 Millionen Jahren und bei 2500 Millionen Jahren an der Wende Archaikum/Proterozoikum.

Anmerkung: die gemachten Angaben beruhen größtenteils auf den Zirkonen der Jack Hills in Westaustralien.
Wie bereits angesprochen gilt die Uran-Bleidatierung bei Zirkonen als Krustengeochronometer par excellence, da Zirkonkristalle chemisch resistent und im Vergleich zum Tochterelement Blei an Uran und Thorium angereichert sind. Spurenelement- und Isotopenzusammensetzung der Zirkone ist bei der Bestimmung der Kristallisationsbedingungen von entscheidender Bedeutung.
Ergebnisse an detritischen Zirkonen aus dem Konglomerat vom Eranondoo Hill zeigen, dass die Zirkone eine bimodale Altersverteilung aufweisen, mit bedeutenden Peaks bei 3400 und 4100 Millionen Jahren.
Der Nachteil bei Zirkonen ist ihre Sensitivität gegenüber den Schäden radioaktiven Zerfalls, der die betroffenen Stellen in amorphe Substanzen umwandelt.
Zirkone mit höheren Urankonzentrationen als 600 ppm sind daher den nach ihrer Kristallisation einsetzenden Umwandlungsreaktionen ausgesetzt.

### Isotopengeochemie
Die Isotopendaten sind stabil und verweisen hiermit auf die Tatsache, dass die ursprünglichen Protolithen der Zirkone zu einer bedeutenden Masse von Material in Verbindung stehen, welches sich auf oder in unmittelbarer Nähe der Erdoberfläche gebildet hatte und anschließend in Bereiche der Mittel- und Unterkruste absank. Dort schmolz es zu Stammmagmen auf, aus denen sodann die Zirkone auskristallisierten.

#### Sauerstoffisotopenverhältnisse
Bei den Sauerstoffisotopen zeigen Granitoide generell niedrigere δ18O-Werte (wesentlich geringer als 6 ‰). Hydrothermale Interaktionen mit meteorischem Wasser waren wesentlich wichtiger als Verwitterungsprozesse. Im Jahr 2001 berichteten zwei unabhängige Forschungsteams recht hohe δ18O-Werte in den Jack Hills-Zirkonen des Hadaikums und machten daher den Vorschlag, dass der Protolith dieser Körner an δ18O angereicherte Tonminerale enthielt und somit flüßiges Wasser an der Erdoberfläche bereits um 4300 Millionen Jahre zugegen war.
Leider sind die analysierten Zirkonareale in den Zirkonkörnern nicht immer zusammenhängend. Es entstehen dadurch Schwierigkeiten, speziell datierte Abschnitte mit der allgemeinen Sauerstoff- und Hafniumisotopensystematik und auch den Spurenelementkonzentrationen zu korrelieren.

#### Lutetium-Hafnium
Die Lutetium-Hafnium-Systematik lässt womöglich auf ein sehr früh gebildetes Magmenreservoir schließen, welches kontinentaler Kruste in ihrer Abreicherung von Lutetium im Vergleich zu Hafnium ähnelt. Das Isotopenverhältnis 176Hf/177Hf in Krustengesteinen ist konform mit einer Krustenbildung ab 4500 Millionen Jahre. Die meisten Zirkondaten unterstützen diese Krustenbildung um 4500 Millionen Jahre – einige Ergebnisse sind jedoch nicht realistisch, da sie eine Abtrennung des jeweiligen Protolithen aus dem uniformen Chondrit-Reservoir (CHUR) nahelegen. Diese Schwierigkeit positiver εHf(T)-Werte erklärt sich zum Teil aus dem Umstand, dass die Hafnium-Isotopenanalyse und die Uran-Blei-Daten nicht gleichzeitig zugänglich sind.
Das Lu/Hf-Verhältnis von rund 0,01 bildet eine Gerade, die mehrere Häufungen entlang ihres Verlaufs aufweist. Sie lässt insgesamt auf ein an Lutetium abgereichertes Reservoir rückschließen. Diese Angaben lassen sich entweder mit einer früh erfolgten Extraktion stark felsischen Krustenmaterials oder mit dem Wiederaufschmelzen eines primordialen, basaltischen Reservoirs in Einklang bringen. In beiden Fällen liefert eine Extrapolation des Geradentrends einen heutigen εHf(T)-Wert von approximativ − 100. Zwischen 3900 und 3700 Millionen Jahren kam es zur Rezyklierung, die in ihrer Hafnium-Isotopenentwicklung modernen subduktionsbeinflussten Orogenen recht ähnlich ist und daher eine zusätzliche tektonische Bedeutung haben dürfte.

#### Plutonium-Xenon
Einige der Zirkone des Hadaikums enthielten ursprünglich Plutonium – ein Element, das mittlerweile aus der natürlichen Umwelt verschwunden ist. Unter Meteoriten lag das initiale Verhältnis von Pu/U bei rund 0,007 und 244Pu war im Frühen Sonnensystem (engl. Early Solar System oder abgekürzt ESS) vorhanden. Dieses Verhältnis kann dahin gedeutet werden, dass während eines späteren Metamorphoseereignisses Xenon verlorenging. Uran wurde zum löslichen Uranylion (UO22+) oxidiert.
Die initialen Pu/U-Verhältnisse der Zirkone in den Jack Hills schwanken jetzt zwischen 0,007 bis 0,0.
Da die Löslichkeit von Plutoniumverbindungen gering ist, gelten signifikante Abweichungen im Pu/U-Verhältnis als effektives Anzeichen für eine wässrige Alteration der Protolithen in den Jack Hills. Ansonst verweist nur noch das Verhältnis Nd/U auf eine Korrelierbarkeit mit wässrigen Prozessen.
Zirkone mit hohem Nd/U liefern nur ein niedriges Pu/U-Verhältnis, wohingegen gewöhnliche Nd/U-Zirkone mehr heterogene Resultate zeitigen. Hoch-Nd/U-Zirkone sind offensichtlich magmatisch weniger fortentwickelt als andere Zirkone des Hadaikums und ihre REE-Muster deuten auf eine gewisse Alteration hin – entweder durch eine Wechselwirkung mit hydrothermalen Flüssigkeiten oder durch Phosphataustausch. Die Gruppe besteht rein aus Zirkonen mit niedrigem Pu/U-Verhältnis und ihre Uran-Xenon-Alter bewegen sich vom Hadaikum bis ins Proterozoikum.

#### Lithium
Die Lithiumkonzentration zeigt in Zirkonen des Hadaikums signifikative Abweichungen. Auch der Gehalt des Isotops 7Li schwankt in den Jack Hills zwischen −18,5 bis +11,8 ‰. Die Messungen erfolgen mit dem relativ neuen SIMS-Verfahren. Die betont negativen Werte deuten womöglich auf einen Krustenprotolithen, der einer intensiven Verwitterung ausgesetzt war. Folglich befand sich der Protolith im Verlauf seiner Entwicklung einmal an der Erdoberfläche. Darüber hinaus überlappen die 7Li-Werte mit alterierten Gesteinen.
Lithiumkonzentrationen in Zirkonen liegen in primitiven Gesteinen (wie in Kimberlit-Megakristallen und in ozeanischer Kruste) unterhalb von 0,1 ppm, wohingegen Zirkone aus entwickelten Krustengesteinen Konzentration im 10er und 100er ppm-Bereich aufweisen. In Zirkonen der Jack Hills wurden Konzentrationen von 1 bis 70 ppm Lithium gemessen. Die hohen Lithiumkonzentrationen sind bezeichnend für entwickelte Krustenbereiche.
Generell ist bei den Lithiumdaten Vorsicht geboten, denn bei niedrigen Temperaturen weist Li+ in Zirkonen und überhaupt in Silikaten eine hohe Diffusivität auf und im Verlauf eines Metamorphoseereignisses kann es möglicherweise zu einem Austausch mit Wasserstoff (H+) und vergleichbaren Ionen kommen. Sollte dies der Fall sein, dann reflektieren die Isotopenzusammensetzungen wohl eher eine nach der Ablagerung erfolgte Alteration im Quarzit-Protolithen der Jack Hills als eine intrinsische Eigenschaft der Zirkone in den Ausgangsgesteinen.
Inmitten einzelner Wachstumszonierungen der Zirkone zeigt Lithium eine homogene Verteilung. Zirkone der Jack Hills können Zonierung sowohl im 7Li-Gehalt als auch in der allgemeinen Konzentration von Lithium ([Li]) an den Tag legen.

### Mineraleinschlüsse

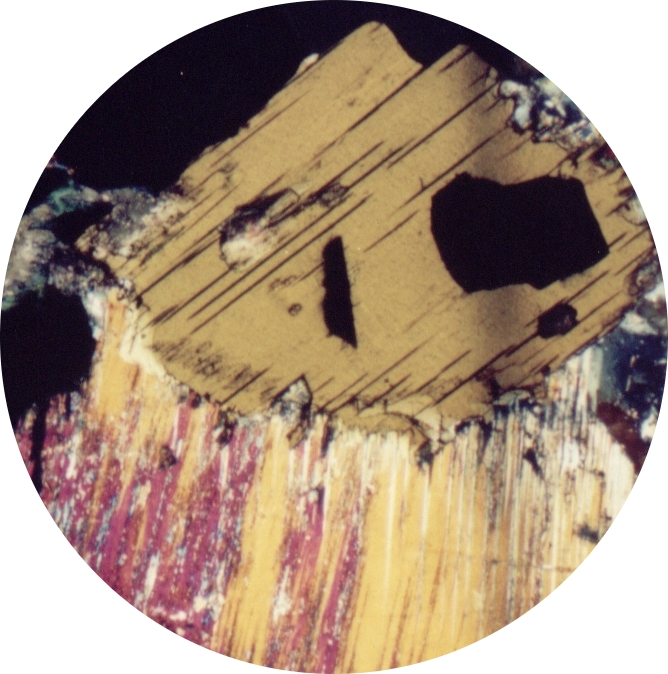
Grünbrauner Biotit mit opaken Magnetiteinschlüssen und gelb-violetter Muskovit (unter gekreuzten Nichols) in nephelinsyenitischem Gneis bei Rio de Janeiro

Fast alle Zirkone enthalten Einschlüsse anderer Minerale und sind somit ein einkapselndes Miniaturgestein. Es ist daher möglich, einige detaillierte Aussagen über den Chemismus des Wirtsmagmas, aus dem die Zirkone auskristallisierten, zu treffen.
Mit der Etablierung von Gefügekriterien zur Identifikation primärer Einschlüsse eröffnet sich jetzt die Möglichkeit, die zeitlich sich verändernde Herkunft der Zirkone zu erkennen und auch ihre nach Ablagerung erfolgten Alterationen zu untersuchen. Eine Untersuchung von mehr als 500 magmatischen Zirkonen des Hadaikums aus den Jack Hills ergab als Einschlüsse folgende Minerale: Quarz, Muskovit, Biotit, Apatit, Monazit, Alkalifeldspat, Albit, Xenotim, Rutil, Chlorit, FeOOH, nickelreicher Pyrit, Thorit, Amphibol, Plagioklas und Diamant. Hierbei machen Quarz und Muskovit allein etwa zwei Drittel der Gesamtpopulation aus. Interessanterweise sind bisher weder Granat noch die Polymprphe von Al2SiO5 (Andalusit, Disthen und Sillimanit) als Einschlüsse in Zirkonen entdeckt worden.
Bei Zirkonen bestehen zwei gängige Typen von Einschlussvergesellschaftungen – in Granitoiden des I-Typus (mit den Mineralen Hornblende, Quarz, Biotit, Plagioklas, Apatit und Ilmenit) und in Granitoiden des S-Typus (mit Quarz, Alkalifeldspat, Plagioklas, Muskovit, Biotit und Phosphate). S-Typen mit etwas geringerem Alkalifeldspatgehalt werden dahingehend interpretiert, dass sie unter relativ niegrigen geothermischen Gradienten gebildet wurden – so wie dies auch in modernen Subduktionszonen der Fall ist.

#### Muskovit
Die prinzipiellen Einschlussphasen in Zirkonen sind Quarz und Muskovit und verweisen somit möglicherweise auf eine aluminiumhaltige, granitische Quellregion. Im Jahr 2010 benutzten Hopkins und Kollegen ein thermodynamisches Lösungsmodell für die Substitution von Seladonit in Muskovit, um damit die Drucke für Muskoviteinschlüsse in magmatischen Zirkonen abschätzen zu können. Sie erhielten als Ergebnis, dass die Druckbedingungen in über 1700 Einschlussproben oberhalb von 0,5 Gigapascal zu liegen kommen – dass hierbei jedoch die Kristallisationstemperaturen der Wirtszirkone relativ niedrig waren. Die mittels eines thermodynamischen Modells untersuchten Muskoviteinschlüsse belegten somit, dass die damalige Erde einen erstaunlich niedrigen Wärmefluss aufwies. Aus diesem Grund schlugen andere Wissenschaftler vor, als Bildungsort der Zirkone Unterschiebungen oder subduktionsartige Vorgänge in Betracht zu ziehen – so wie sie jetzt auf der modernen Erde ablaufen.

#### Eisenoxide
Die Ceranomalie (Ce/Ce*) von Zirkonen kann als quantitatives Proxy zur Bestimmung der Sauerstofffugazität fO2 im Stammmagma eingesetzt werden. Die Zirkone der Jack Hills zeigen eine Bandbreite in den fO2-Werten – wobei der Mittelwert in der Nähe des Fayalit-Magnetit-Quarz-Puffers (FMQ) zu liegen kommt. Dies kann dahingehend interpretiert werden, dass die geologischen Rahmenbedingungen während des Hadaikums dem jetzigen Oberen Mantel-Environment ähnelten.

#### Biotit
Die Zusammensetzungen von Biotit zeigen in Granitoiden Unterschiede. Anhand der Gehalte von FeO, MgO und Al2O3 im Biotit lassen sich kalkalkalische, peraluminose und alkalische Granitoide voneinander unterscheiden. Dadurch kann auf die Natur der Schmelzzusammensetzungen im Verlauf des Hadaikums zurückgeschlossen werden.
In Zirkonen des Hadaikums wurden auch Sulfide und Karbonate angetroffen – wenn auch nur in einem sehr geringen Umfang. Leider haben diese seltenen Einschlussphasen die ehemaligen flüchtigen Phasen der Quell- und Stammmagmen – wenn auch nur in wenigen seltenen Fällen – unterdrückt.

#### Graphit
Die Gegenwart von Kohlenstoff kann unter Umständen auf das Vorhandensein von Leben hindeuten sowie auf dessen zeitliche Stellung, Umweltbedingungen und Mechanismen Hinweise geben.
Zwei Zirkonstudien in Westgrönland kamen anhand von Isotopenuntersuchungen an Graphiteinschlüssen auf Alter zwischen 3800 und 3500 Millionen Jahre. Sie konnten ferner aufzeigen, dass in Mikroben ein Stoffwechsel erfolgt war, was durch 13C-abgereicherte Kohlenstoff-Mikropartikel nachgewiesen wurde.
Demzufolge hatte das Leben spätestens im Eoarchaikum eingesetzt.

### Zirkon-Geochemie
Geochemische Analysen von Zirkonen belegen oft die Gegenwart von Titan, Metallen der Seltenen Erden, Lithium, Aluminium und Kohlenstoff. Bestimmte Elementverhältnisse und auch ihre Normalverteilung geben einen Hinweis auf die Herkunft des jeweiligen Zirkons sowie auf die Quellregion des Magmas.

#### Titan
Der Gehalt an Titan in Zirkon kann als Kristallisationsthermometer eingesetzt werden – vorausgesetzt die Aktivitäten aSiO2 (Quarz) und aTiO2 (Rutil) sind bekannt. Die Titangehaltmessungen wurden an 3910 bis 4350 Millionen Jahre alten Körnern durchgeführt und erbrachten eine Kurve mit Normalverteilung. Die Kristallisation titanhaltiger Zirkone erfolgt aus fortentwickelten Schmelzen. Die dabei benötigte Temperatur liegt mit 680 ± 25 °C recht hoch.
Der Kristallisationsprozess von Rutil ist noch nicht näher erforscht, seine Kristallisationstemperatur kann daher nur auf rechnerischem Wege abgeschätzt werden.

#### Seltene Erden
Die Ceranomalie von Zirkonen (Ce/Ce*) liefert eine quantitative Abschätzung der Sauerstofffugazität des Stammmagmas mit seinen mannigfaltigen Ausprägungen. In der Regel ergeben sich hierbei niedrige Verhältniswerte. Generell deuten die Seltenen-Erd-Muster in manchen Zirkonkörnern auf ihre Kristallisation aus entwickelten Schmelzen hin.
Bei der EDS-Analyse war Magnetit vorherrschend in Einschlüssen, nicht jedoch Ilmenit in Granitoiden. Hydrothermale Alterationen von Zirkonen können oft an den Leichten Seltene Erden (LREE) erkannt werden. Diese zeigen sodann ein hohes und flaches Muster.

#### Lithium
Bei Untersuchungen zur Rückhaltung primär remanenter Magnetsignale kann die Lithiumzonierung in Zirkonen als Indikator für Spitzentemperaturen verwendet werden. Zirkone der Jack Hills mit bis zu mehr als fünf breiten, an Lithium konzentrierten Bändern benötigen eine Spitzen-Kristallisationstemperatur von etwas unter 500 °C. Die Zirkonkörner eignen sich für das Studium des primär inherenten Magnetismus, da die Curie-Temperatur nicht überschritten wurde. Beim Magnetit beträgt diese 585 °C. Die Metakonglomerate am Eranondoo Hill lagen jedoch noch unter 500 °C. Die Ergebnisse zeigen, dass an unterschiedlichen Vorkommen die Daten streuen und dass der thermische Ablauf nicht überall derselbe war.

#### Aluminium
Zirkone der Jack Hills, die aus peraluminosen Granitoiden hervorgegangen sind, enthalten rund 10 ppm Aluminium, wohingegen Zirkone aus I- und A-Typen durchschnittlich nur 1,3 ppm aufweisen. Ihr molares Verhältnis Al2O3/(CaO + Na2O + K2O) ist größer als 1. Ihr Ursprung geht auf rezykliertes pelitisches Material zurück. Die relativ wenigen Zirkonproben mit hohen Aluminiumkonzentrationen deuten darauf hin, dass im Hadaikum metaluminose Krustengesteine häufiger waren als peraluminose Gesteine. Diese Schlussfolgerung erfährt jedoch in der Tatsache, dass ein 20-prozentiger Überlappungsbereich in Zirkonen des S-Typus bei niedrigen Aluminiumkonzentrationen (wie etwa < 5 ppm) zugegen ist, einen Dämpfer.

#### Kohlenstoff
Mittels SIMS konnte in Zirkonen die Kohlenstoffkonzentration im Graphit gemessen werden. Der Nachweis von Kohlenstoff in Krustengesteinen des Hadaikums konnte sicherstellen, dass es zu einem Kohlenstoffnachschub aus Mantelreservoiren gekommen war. Es gilt daher jetzt, das richtige Model für die frühe Erde auszuwählen. Jedoch enthalten viele der Modelle diesen Nachschub aus dem Mantel und es ist daher schwierig zu sagen, welches der Modelle in dieser Hinsicht letztlich korrekt ist.

## Analyseverfahren

### Ionen-Mikrosonde

Ionenmikrosondenanalyse

Das Ionenmikrosondenverfahren (oder Sekundärionen-Massenspektrometrie – SIMS) und die Geochronologie basierend auf Uran-Thorium-Blei (Uran-Blei-Datierung) sind die beiden gewöhnlichen Analyseverfahren, um Isotopen in einem bestimmten Zeitintervall messtechnisch zu bestimmen.
SIMS ermöglicht eine hochpräzise in-situ-Bestimmung des Sauerstoffisotopengehalts und der OH/H-Verhältnisse. LA-ICP-MS ist für die genaue Bestimmung der Hafniumisotope geeignet – hierzu kann auch die Atomsondentomographie eingesetzt werden. Für Isotopen stellt LA-ICP-MS generell bis jetzt das gebräuchlichste Analyseverfahren dar, es hat aber den Nachteil, dass ihm das nicht-radioaktive Isotop 204Pb entgeht. Es besteht daher die Möglichkeit, dass ein Zirkonkristall ein Alter über 4000 Millionen Jahre nur vortäuscht, indem nicht-radioaktives 204Pb inkorporiert wurde.

### Elektronensonden-Mikroanalysator
Mittels der Mikrosonde CAMECA ims 1270 können Uran-Blei-Altersdatierungen, der Sauerstoffisotopenwert δ18O und Titanmessungen überprüft werden. Die Probe wird hierzu in Epoxidharz eingebettet. Um eine Analyse durchführen zu können, muss eine flache Oberfläche auf der Probe geschliffen werden. Bei der Uran-Blei-Datierung und bei Titanmessungen wird ein primärer Sauerstoffionenstrahl von geringer Intensität (10 bis 15 nA) verwendet. Bei Datierungen kommt der Uran-Blei-Standard AS3 zum Einsatz. Die Titankonzentration hingegen wird mittels der Analyse eines Zirkons der Jack Hills und dem Glas NIST610 ermittelt.

### Elektronenstrahlmikroanalyse

Ein Elektronenstrahlmikroanalysator

Bei chemischen Einschlussuntersuchungen an Zirkonen wurden Elektronenstrahlmikroanalysatoren (ESMA) des Typs JEOL 8600 eingesetzt. Die Elektronenstrahlmikroanalyse dient generell der chemischen Analyse von Materialproben. Hierbei werden Elektronenstrahlen auf die Oberfläche des zu untersuchenden Minerals gerichtet und Ionen werden herausgeschleudert. Auf diese Weise kann die Elementhäufigkeit auch in nur sehr kleinen Proben abgeschätzt werden. Viele Isotopen wie beispielsweise des Titans und des Lithiums lassen sich durch das Analyseverfahren unmittelbar bestimmen.

## Krustenwachstum
Wachstumsmodelle der kontinentalen Kruste bewegen sich zwischen zwei Extremen – entweder gab es während des Hadaikums (4567 bis 4031 Millionen Jahre) bereits eine substantielle Kruste oder so gut wie keine. Da zur Beantwortung dieser Dichotomie uns keinerlei Gesteine zur Verfügung stehen, bleiben uns nur detritische Zirkone des Hadaikums, um zu einem Verständnis zu gelangen.
Mittlerweile ist bekannt, dass diese uralten Zirkone relativ niedrige Kristallisationstemperaturen liefern. Ferner sind viele an schwerem Sauerstoff angereichert, ihre Einschlüsse ähneln denen heutiger, unter modernen Krustenrozessen gebildeten Zirkonen und liefern außerdem Hinweise auf eine Silikatdifferenzierung um 4500 Millionen Jahre, d. h. knapp 70 Millionen Jahre nach erfolgter Erdakkretion.
Zusammengenommen werden diese Beobachtungen jetzt dahin interpretiert, dass bereits sehr früh eine Hydrosphäre auf der Erde existierte und auch eine felsische Kruste Bestand hatte, in welcher Granitoide abgesondert wurden und sodann der Verwitterung unter hoher Wasseraktivität ausgesetzt waren. Selbst mögliche Interaktionen an Plattengrenzen werden in Betracht gezogen – ganz im Gegensatz zur bisher aufrechterhaltenen traditionellen Anschauung einer total unbewohnbaren, höllischen Welt.

## Vorgeschlagene Bildungsmechanismen der Zirkone des Hadaikums

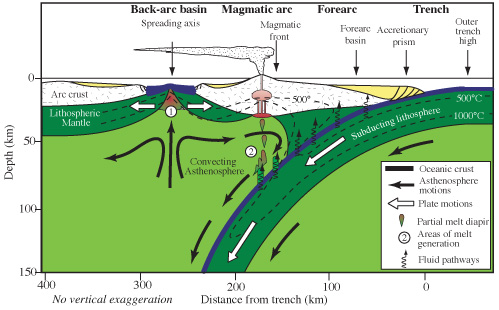
Moderne Plattentektonik

Es gilt weithin als anerkannt, dass Plattentektonik zurzeit für die Erzeugung von Krustenmaterial ausschlaggebend ist. Die meisten Wissenschaftler sind sich ferner darüber einig, dass in Anbetracht der Zirkone des Hadaikums mit ihren verschiedenen Protolithen die Hypothese einer frühen, höllischen, ozeanlosen Erde nicht aufrechterhalten werden kann. Stattdessen haben Forscher verschiedene andere Modelle in Betracht gezogen, um die thermische Entwicklung der frühen Erde erklären zu können.
Hierzu gehören das Kontinentale Wachstumsmodell, die Isländischen Rhyolithe, Intermediäre Magmatite, Mafite, Sagduction, Impaktschmelzen, Wärmeröhrentektonik (engl. heat-pipe tectonics), terrestrischer KREEP sowie andere, mehrphasige Szenarios.
Am bekanntesten darunter dürfte das kontinentale Wachstumsmodell sein und zeigt außerdem Ähnlichkeiten zu dynamischen, tektonischen Vorgängen.
Abschließend lässt sich sagen, dass die Zirkone des Hadaikums eine relativ niedrige Kristallisationstemperatur aufweisen, manche an schwerem Sauerstoff angereichert sind, ihre Einschlüsse modernen Krustenprozessen entsprechen und dass Anzeichen für eine silikatische Differentiation bereits vor rund 4500 Millionen Jahren vorhanden sind. Überdies deutet vieles auf eine frühe terrestrische Hydrosphäre, auf eine frühe felsische Kruste, in der sich Granitoide absonderten – und später unter hoher Wasseraktivität verwitterten – und sogar auf eine mögliche Existenz von Plattengrenzen und deren Interaktionen.

## Vorkommen und Häufigkeit
Neben der Typlokalität in den Jack Hills und dem Mount Narryer in Westaustralien treten Zirkone im Hadaikum noch an einigen weiteren Fundorten auf. Zirkon-Xenokristalle wurden in Westaustralien nicht nur in Detritus von Metasedimenten, sondern auch in Orthogneisen aufgefunden. So beispielsweise im Südwesten Grönlands und im Norden Kanadas Letztere Funde sind aber lange nicht so zahlreich und daher auch weniger untersucht, als die detritischen Zirkone Westaustraliens.
Die Angaben über die Häufigkeit von Zirkonen älter als 4000 Millionen Jahren sind recht variabel und schwanken zwischen 1 und 3 % der untersuchen Gesamtzirkone – die Wahrscheinlichkeit ein Zirkon des Hadaikums anzutreffen ist somit sehr gering. Die aus Quarziten des Archaikums stammenden detritischen Zirkone der Jack Hills besitzen eine überdurchschnittlich hohe Fundwahrscheinlichkeit – was wiederum die Wahrscheinlichkeit an anderen Fundstellen bis auf 0,2 bis 0,02 % herabdrücken kann. Bei mit der Uran-Blei-Methode datierten Zirkonen waren nur 3 % von 200.000 untersuchten detritischen Zirkonen älter als 4000 Millionen Jahre.

### Vorkommen im Einzelnen
- Asien:
  - Nordchina-Kraton im Norden Chinas[43]
    - Anshan – Anshan-Benxi-Grünsteingürtel
      - Der Protolith ist magmatischen Ursprungs. Das Zirkonalter ist 4170 ± 50 Millionen Jahre, ermittelt durch LA-ICP-MS mit Hilfe der Uran/Blei-Methode. Das Verhältnis Th/U beträgt 0.46. Das Zirkonxenokristall ist aus feinkörnigen Amphiboliten hervorgegangen, welche ihrerseits in ein Bändererz und in grobkörnige, schichtige Amphibolite eingedrungen waren.

  - Qinling-Orogen im Norden des Qinlings[44]
    - Zirkonxenokristalle im Qinling-Orogen aus ordovizischen Vulkaniten der Caotangou-Gruppe ergeben ein LA-ICP-MS-Alter von 4079 ± 5 Millionen Jahren.[45] Auch Hafniumisotopen bekräftigen dieses Alter und deuten auf eine Krustenextraktion zwischen 4000 und 4400 Millionen Jahre hin. Weitere Mikrosonden- und LA-ICP-MS-Analysen ergaben Alter zwischen 4030 und 4080 Millionen Jahren.[46]

  - Südchina-Kraton in Südchina[47]
    - Im Hadaikum weist die Erde ein stark oxidierendes Environment auf, die Kristallisationstemperatur für titanhaltige Zirkone beläuft sich auf 910 °C. Ein mittels der Ionen-Mikrosonde gemessenes 207Pb/206Pb-Alter ergibt 4130 ± 10 Millionen Jahre, δ18O hat den Wert 5,9 ± 0,1 ‰. Die Ceranomalie ist positiv.
    - Cathaysia-Block
      - Südwestliches Zhejiang
      - 4100 Millionen Jahre alte Zirkone in Quarzit des Neoproterozoikums.[48] Zwei Zirkonkerne dokumentieren mittels 207Pb/207Pb 4130 ± 10 und 4120 ± 10 Millionen Jahre und δ18O-Werte von 5,9 ± 0,1 ‰ respektive 7,2 ± 0,2 ‰. Die positive Ceranomalie deutet auf stark oxidierende Bedingungen.

  - Tibet[49]
    - Buring in Westtibet
    - Magmatischer Protolith. Ein mittels der Mikrosonde an einem detritischen Zirkon eines Quarzits gemessenes Th/U-Verhältnis liegt oberhalb von 0,7, sein Alter bei 4100 Millionen Jahre.[50]
- Australien:
  - Yilgarn-Kraton in Westaustralien
    - Typlokalität des Jack-Hills-Grünsteingürtels im Narryer-Gneis-Terran
      - 4404 ± 8 bis 3700 Millionen Jahre alte detritische Zirkone in ≤ 3050 Millionen Jahre alten Metakonglomeraten und Quarziten. Älteste bisher datierte irdische Minerale.[51] Heterogene Hafnium-Isotopendaten in detritischen Zirkonen zwischen 4270 und 4010 Millionen Jahren lassen womöglich auf eine sehr frühe kontinentale Krustenbildung rückschließen, die womöglich bereits um 4450 ± 20 Millionen Jahre eingesetzt hatte.[52] Sauerstoffisotopenwerte derselben Zirkone deuten auf ihre Kristallisation aus Protolithen, die eine niedrig-temperierte Alteration erfahren hatten – weswegen auf die Gegenwart von kaltem, flüssigen Wasser um 4200 Millionen Jahre geschlossen wurde.[53]

    - Mount Narryer[54]
      - Die Protolithen der Zirkone sind recht diversifizierte Magmatite. Datierungen von 80 Zirkonen mittels Ionen-Mikrosonde ergaben, dass 2 bis 12 % der untersuchten Körner älter als 4000 Millionen Jahre sind, die jüngeren Zirkone reichen bis auf rund 3000 Millionen Jahre herab. Ihre Untersuchung mittels Massenspektrometrie mit LA-ICP-MS ergab, dass die Zirkone vom Mount Narryer im Vergleich zu den Zirkonen der Jack Hills etwas reicher an Uran sind und außerdem ein niedrigeres Ce/Ce*-Verhältnis besitzen.

    - Churla Wells[55]
      - Die Zirkone des Protolithen sind magmatischen Ursprungs und entstammen einem Granitoiden (Orthogneis). Durch 207Pb/206Pb-Datierung kann ein Alter von 4140 bis 4180 Millionen Jahre etabliert werden. Eine Ionensondentraverse zeigt, dass die Zirkonkerne (mit den höheren Altern) einen wesentlich niedrigeren Gehalt an Hafnium, Seltene Erden (REE), Uran und Thorium als die Ränder haben. Der Urangehalt im Kern beträgt 666 ppm und das Verhältnis Th/U ist 0,6.

    - Mount Alfred im Illaara-Grünsteingürtel
      - Das mittels Konkordia ermittelte Zirkonalter beträgt 4170 ± 10 Millionen Jahre. Drei weitere Zirkone ergeben Alter zwischen 4230 und 4340 Millionen Jahre. Es wurden keine geochemischen Analysen getätigt.

    - Southern-Cross-Granit-Grünstein-Terran mit Grünsteingürtel der Maynard Hills
      - 4350 ± 10 bis 3130 Jahre alte detritische Zirkone (in Quarzit).[56]
- Grönland
  - Nordatlantik-Kraton[57]
    - Akilia
      - Die Ionen-Mikrosonde fand ein Alter von 3830 ± 10 Millionen Jahre in tonalitischen Orthogneisen, jedoch ergab eine Uran-Blei Untersuchung 4080 ± 20 Millionen Jahre.
- Nordamerika:
  - Kanada
    - Slave-Kraton im Northwest Territory
      - Acasta-Gneis[58]
        - Der Orthogneis ist magmatischen Ursprungs und entstammt einer felsischen Schmelze. Seine Entstehung unterscheidet sich jedoch von einer rein mafischen Magmendifferentiation. Das Kristallisationsalter des Protolithen beträgt laut Uran-Blei-Datierung 3960 Millionen Jahre. Ein mittels LA-ICP-MS untersuchter, unveränderter Zirkon ergab 4020 ± 60 Millionen Jahre und lieferte ein LREE-Muster.[59]
        - Alternativ: Ein 4031 ± 3 Millionen Jahre altes Krustenfragment aus tonalitischem Orthogneis, dessen Datierungen zwischen 4030 und 3940 Millionen Jahre schwankt. Es enthält jedoch 4200 Millionen Jahre alte Zirkonxenokristalle.[42]

  - Vereinigte Staaten von Amerika:
    - Wyoming-Kraton
      - Beartooth Mountains
        - Zirkonalter in suprakrustalen Gesteinen zeigen 4030 Millionen Jahre an (somit ein Grenzfall).[60]
- Südamerika:
  - Guyana-Schild
    - Südliches Guyana – Iwokrama-Formation
      - Eine Uran-Blei-Datierung mittels LA-ICP-MS an einem Zirkonxenokristall in felsischen Vulkaniten erbrachte 4219 ± 19 Millionen Jahre. Bisher wurden noch keine anderen geochemischen Untersuchungsmethoden unternommen.[61]

  - Nordosten Brasiliens[62]
    - São-Francisco-Kraton – Ibitira-Ubirac-Grünsteingürtel
      - Das untersuchte Zirkon stammt aus einem amphibolitfaziellen Pelit. Sein Konkordia-Alter ist 4220 ± 20 Millionen Jahre, möglicherweise aber auch nur 4100 Millionen Jahre (mit vier 207Pb/207Pb-Altern größer als 4010 Millionen Jahre). Es manifestiert hohe Gehalte an Uran (bis zu 1400 ppm) mit einem Th/U-Verhältnis im Kern von 0,8 und dürfte somit auf eine felsische, magmatische Herkunft hinweisen.

## Zusammenschau
Bisher sind 15 Fundorte von Zirkonen des Hadaikums mit Altern ≥ 4030 Millionen Jahre bekannt. Gesteinsreste fehlen im Hadaikum – eine Ausnahme könnte möglicherweise der Nuvvuagittuq-Grünsteingürtel in Québec darstellen. Die Zirkone sind somit die einzige Möglichkeit, um Aussagen über das Hadaikum zu treffen. Bisher wurde das Hadaikum als extrem heiße, ozeanlose und absolut lebensfeindliche Welt betrachtet. Mit eingehendem Studium der Zirkone kann diese Ansicht jedoch nicht mehr länger aufrechterhalten werden. Vielmehr deutet alles auf eine wesentlich kühlere, wasserhaltige Umwelt hin, welche eventuell bereits vor dem Eoarchaikum primitivste Lebensformen tolerierte.